# 韦基亚诺
韦基亚诺（義大利語：Vecchiano），是意大利比萨省的一个市镇。总面积67平方公里，人口12430人，人口密度185.5人/平方公里（2009年）。ISTAT代码为050037。